# 南宁百货大楼股份

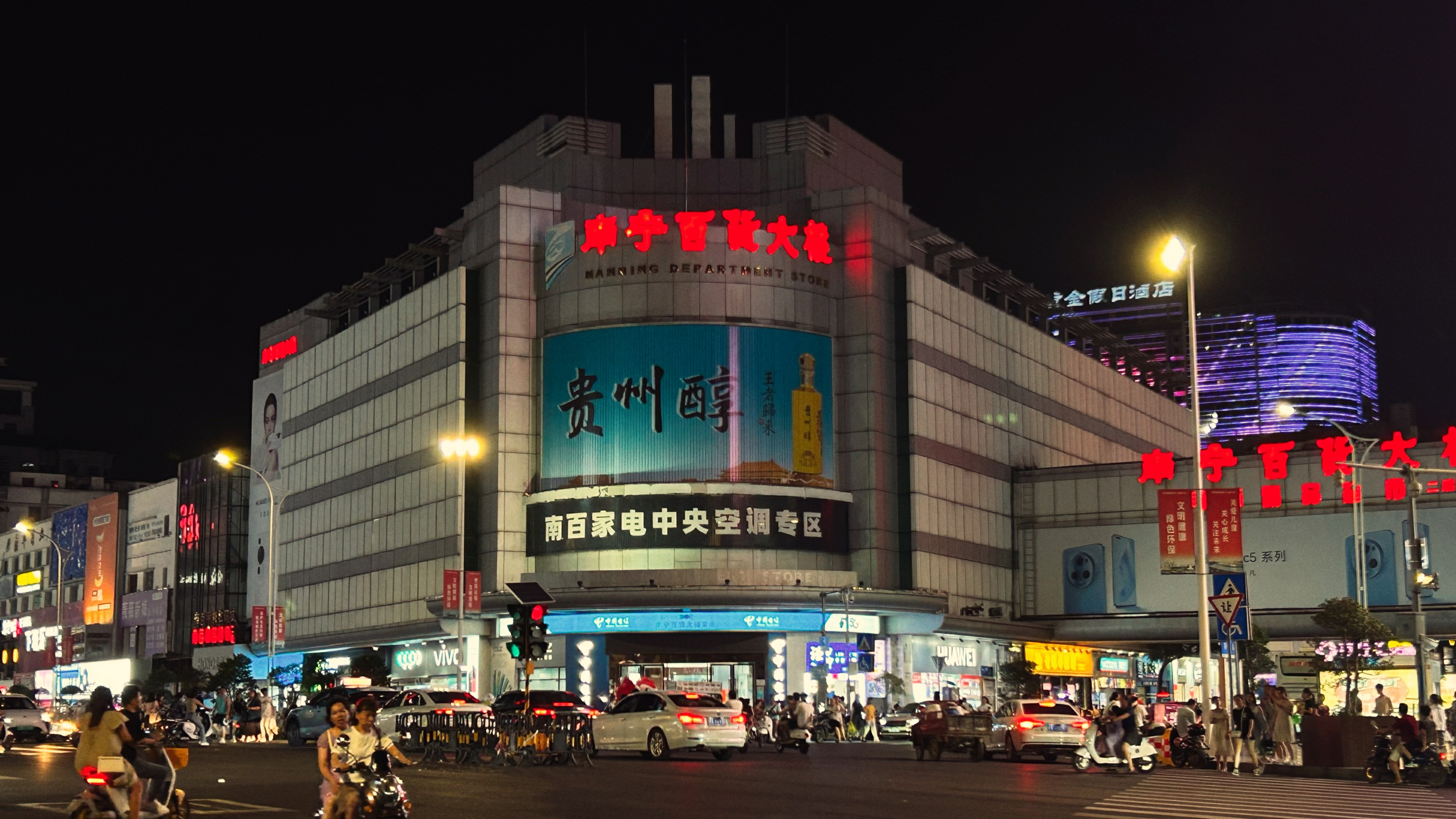
南宁百货大楼

南宁百货大楼股份有限公司，簡稱南宁百货大楼股份、南宁百货大楼、南百，以及南宁百货（上交所：600712）是一家中国百货公司。

## 历史
在1956年由南寧市人民政府創立前身為「南宁百货大楼」，之後在1993年改股份制。
主要業務百货、家电、超市，而銷售為主要各類日常用品，除此之外，還經營电子商务、汽车销售、奥特莱斯、商业地產等。而股份在1996年6月26日在上海證券交易所主板上市。經營地區則有南宁、玉林、贵港等。
總經理為李亮、董事長為黃永干。

## 連結
- NNBH.cn